# Uropodiae
Sous-cohorte
Les Uropodiae  Kramer, 1881 sont une sous-cohorte d'acariens Mesostigmata. Elle contient près de 2200 espèces dans près de 100 genres.

## Classification
- Thinozerconoidea
- Polyaspidoidea
- Uropodoidea
- Trachyuropodoidea